# LDU Portoviejo
Liga Deportiva Universitaria de Portoviejo, w skrócie Liga de Portoviejo, jest zawodowym ekwadorskim klubem piłkarskim z siedzibą w mieście Portoviejo.

## Osiągnięcia
- Mistrz drugiej ligi ekwadorskiej (4): 1972 (Apertura), 1976 (Clausura), 1980 (Clausura), 1992 (Apertura)
- Wicemistrz drugiej ligi ekwadorskiej (7): 1981 (Clausura), 1990 (Apertura), 1991 (Apertura), 1993, 1999, 2000, 2008

## Historia
W 1970 klub zadebiutował w pierwszej lidze ekwadorskiej. W 1975 klub spadł do drugiej ligi, ale tylko na jeden sezon. W 1978 ponownie spadł do drugiej ligi, by po 3 latach, czyli w 1981 ponownie pojawić się w najwyższej lidze Ekwadoru, by po roku znów spaść i tak bez przerwy klub balansował pomiędzy dwoma ligami. Ostatni raz grał w pierwszej lidze w roku 2001, kiedy spadł i dotąd nie wrócił.